# Reino armenio de Cilicia
El reino armenio de Cilicia (también conocido como Pequeña Armenia, Armenia cilicia, Reino de Cilicia o Nueva Armenia) fue un reino formado en la Edad Media por refugiados armenios que huyeron de la invasión selyúcida de la Armenia bagrátida. Se encontraba en lo que actualmente es Turquía sudoriental, en la región de Cilicia. El reino fue independiente de 1078 a 1375 aproximadamente. El reino fue fundado por la dinastía rubénida, una rama menor de la gran familia de los Bagratuni, que ocupó en diversas ocasiones los tronos de Armenia y de Georgia. Su capital fue la ciudad de Sis.
El reino armenio de Cilicia fue un firme y poderoso aliado de los Estados cruzados fundados por los europeos, y se consideraba a sí mismo como un bastión de la cristiandad en Oriente. También sirvió como un foco para el nacionalismo y la cultura de Armenia, en un momento en el que la mayor parte de la Armenia original (la Armenia mayor o Gran Armenia, al pie del Cáucaso) se encontraba bajo ocupación turca. A mediados de 1200, el rey Haitón I de Armenia sometió voluntariamente el país a la supremacía mongola, y trató de alentar a otros países a hacer lo mismo, pero solo fue capaz de persuadir a su yerno, Bohemundo VI de Antioquía, quien se sometió en 1259; sin embargo, Antioquía fue aniquilada en represalia por los musulmanes en 1268. Cilicia se mantuvo como un vasallo mongol hasta que también fue destruida a mediados de 1300 por los mamelucos de Egipto.

## Cilicia bizantina
Cilicia había sido reconquistada a los árabes por el emperador bizantino Nicéforo II Focas hacia 965. Tras ocuparla, expulsó a los musulmanes que vivían allí, y se animó a los cristianos de Siria y de Armenia a repoblarla. La inmigración armenia aumentó con la anexión de la Gran Armenia al Imperio bizantino en 1045 y la posterior conquista selyúcida 19 años después, lo que se tradujo en dos oleadas migratorias. Los armenios también se extendieron hacia el este desde Cilicia, por las regiones montañosas del norte de Siria y Mesopotamia.

## Origen de los reinos armenios de Cilicia
Los armenios llegaron al servicio de los bizantinos como oficiales del ejército y como gobernadores, pero cuando el poder imperial en la región se debilitó en los años de caos que siguieron a la derrota bizantina en la batalla de Manzikert (1071), algunos de estos aprovecharon la oportunidad para erigirse en dueños soberanos, mientras que otros, al menos nominalmente, siguieron reconociendo la soberanía bizantina. El que tuvo más éxito de todos fue Filareto Brajamio, un antiguo general armenio de Romano IV Diógenes. Entre 1078 y 1085, Filareto extendió su principado desde Cilicia a Edessa, pero a su muerte su territorio se desintegró de nuevo en señoríos locales.
A finales del siglo XI, había seis principados importantes en la zona: 
- Lampron (más allá de Namrun, actual Camliyayla) y Babaron (Candir Kale), en el extremo meridional de las Puertas Cilicias, estaban en manos del exgeneral bizantino Oshin, fundador de la importante dinastía Hethúmida.
- Al nordeste se encontraba el principado de Constantino I de Armenia, el hijo del príncipe Roupen I. El centro de su poder se encontraba en las fortalezas de Partzapert y Vahka.
- Más al nordeste, ya fuera de Cilicia, se extendía el principado de Marash o Maraş (la actual Kahramanmaraş), regido por Tatoul, un antiguo dignatario bizantino.
- Al este de Maraş, el armenio Kogh Vasil dominaba las fortalezas de Raban (la actual Altınaşkale) y Kesoun, como vasallo de los selyúcidas.
- Al norte de estos, en el alto Éufrates, se encontraba el principado de Malatya (Melitene), gobernado por Gabriel, uno de los antiguos oficiales de Filareto, también bajo soberanía selyúcida.
- Por último, más allá de Malatya, estaba Edesa, dominada por Thoros, otro de los oficiales de Filareto, y yerno de Gabriel de Melitene.

## La Primera Cruzada y el principado rupénida
Con la Primera Cruzada, los armenios de Cilicia tuvieron como poderosos aliados a los cruzados francos. Con su ayuda, defendieron a Cilicia de los turcos, tanto con acciones militares directas como por el establecimiento de los reinos cruzados vecinos: el principado de Antioquía y el condado de Edesa. Durante los siguientes dos siglos, armenios y cruzados fueron en parte aliados y en parte rivales.
Con el ascenso de los príncipes rubénidas, surgió una especie de poder centralizado en la región. A lo largo del siglo XII, estos formaron algo parecido a una dinastía reinante, y disputaron a los bizantinos el dominio de la zona. El emperador Juan II Comneno venció y apresó al príncipe León I con otros miembros de su familia en 1137. León murió en prisión tres años después. Su hijo y sucesor, Thoros II, también fue apresado, pero logró escapar en 1141. Volvió a su reino para acaudillar la lucha contra los bizantinos. Al principio, con cierto éxito, pero finalmente, en 1158, tuvo que prestar vasallaje al emperador Manuel I Comneno. Los príncipes rupénidas siguieron gobernando Cilicia.

El reino de Armenia y otros estados surgidos del Imperio bizantino, hacia 1265 (William R. Shepherd, Historical Atlas, 1911).

## El reino de Armenia
Cilicia fue gobernada por armenios desde 969 y por reyes desde 1198, cuando el príncipe rubénida León consiguió asegurarse el trono, convirtiéndose en el primer rey de la Armenia de Cilicia. La corona pasaría luego a la dinastía rival de los Hethúmidas, a través de la hija de León, la reina Zabel, por su segundo matrimonio con el príncipe Haitón. Sus descendientes reinarían en Cilicia hasta el asesinato de León IV en 1341, cuando su primo Constantino IV de Armenia (Guido Lusignan) fue elegido rey.
A finales del siglo XIV, Cilicia fue invadida por los mamelucos. La caída de Sis en abril de 1375 puso fin a la historia del reino y su último rey León V de Armenia, después de siete años de prisión en El Cairo, se trasladó a Francia y murió en el exilio en París en 1393 en la Basílica de Saint-Denis. Su primo Jaime I de Chipre se convirtió entonces en pretendiente al título.[cita requerida]